# حشره‌خوار سیاه
 حشره‌خوار سیاه (نام علمی: Suncus ater) نام یک گونه از سرده حشره‌خوارهای مشکین است.